# Касти, Джамбаттиста
Джамбаттиста Касти (Джованни Баттиста Касти, итал. Giovanni Battista Casti; 1724, Аквапенденте  — 1803, Париж) — итальянский поэт, мастер ироикомического жанра.
По окончании семинарии в Монтефьясконе Касти занял место каноника в своём родном Аквапенденте, но предпочёл духовной карьере место придворного поэта сначала во Флоренции, а потом в Вене, при дворе Иосифа II. Создал либретто для нескольких опер Паизиелло («Царь Теодор в Венеции») и Сальери («Сначала музыка, а потом слова»).
Вслед за своими покровителями, графами Кауницем и Орсини-Розенбергом, посетил Берлин, Копенгаген, Стокгольм, Константинополь и другие европейские столицы. В мае 1776 г. приехал в Санкт-Петербург, где был любезно принят Екатериной II. В июне 1777 г. вновь вернулся в Россию и прожил там два года. Свои впечатления от развращённого двора Екатерины отразил в злой сатире на императрицу — «Татарской поэме» (1787).
Всеевропейской славой Касти обязан своим «Галантным новеллам в рифмованных октавах» (Париж, 1793, 1804) — лёгким, часто скабрёзным новеллам в стихах. Под их впечатлением Байрон написал «Беппо», а Пушкин (по некоторым предположениям) — «Домик в Коломне».
С 1794 по 1802 гг. работал над дидактически-сатирической поэмой «Говорящие животные», переведённой при его жизни на основные языки Европы. В ней Касти остроумно высмеивает (под масками животных) политиков и прелатов своего времени. По этому образцу Леопарди создал своё последнее произведение — «Паралипомены к Батрахомиомахии». Испанское издание навеяло некоторые гравюры Гойи из серии «Бедствия войны».
После 1796 года Касти жил во Флоренции и Париже. Страдал от сифилиса, вследствие чего назван Пушкиным (в послании «К вельможе») безносым.